# Chlorophorus kusamai
Chlorophorus kusamai är en skalbaggsart som beskrevs av Masami Satô 1999. Chlorophorus kusamai ingår i släktet Chlorophorus och familjen långhorningar. Inga underarter finns listade i Catalogue of Life.